# Rifugio Pier Giorgio Frassati
Il rifugio Pier Giorgio Frassati (2550 m s.l.m.) è un rifugio alpino che si trova in Valle d'Aosta nelle Alpi Pennine.

## Caratteristiche

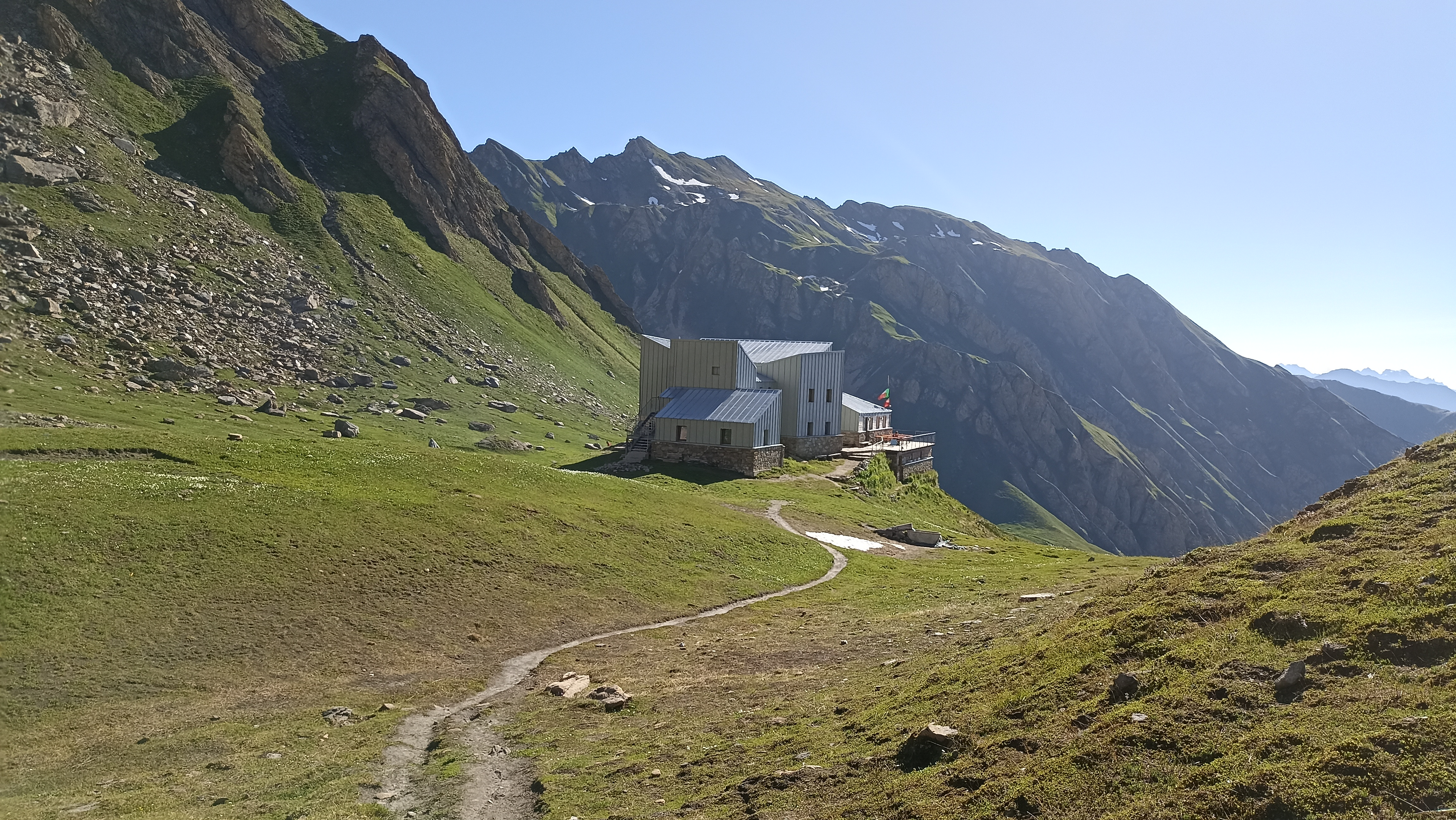
Visuale del rifugio.

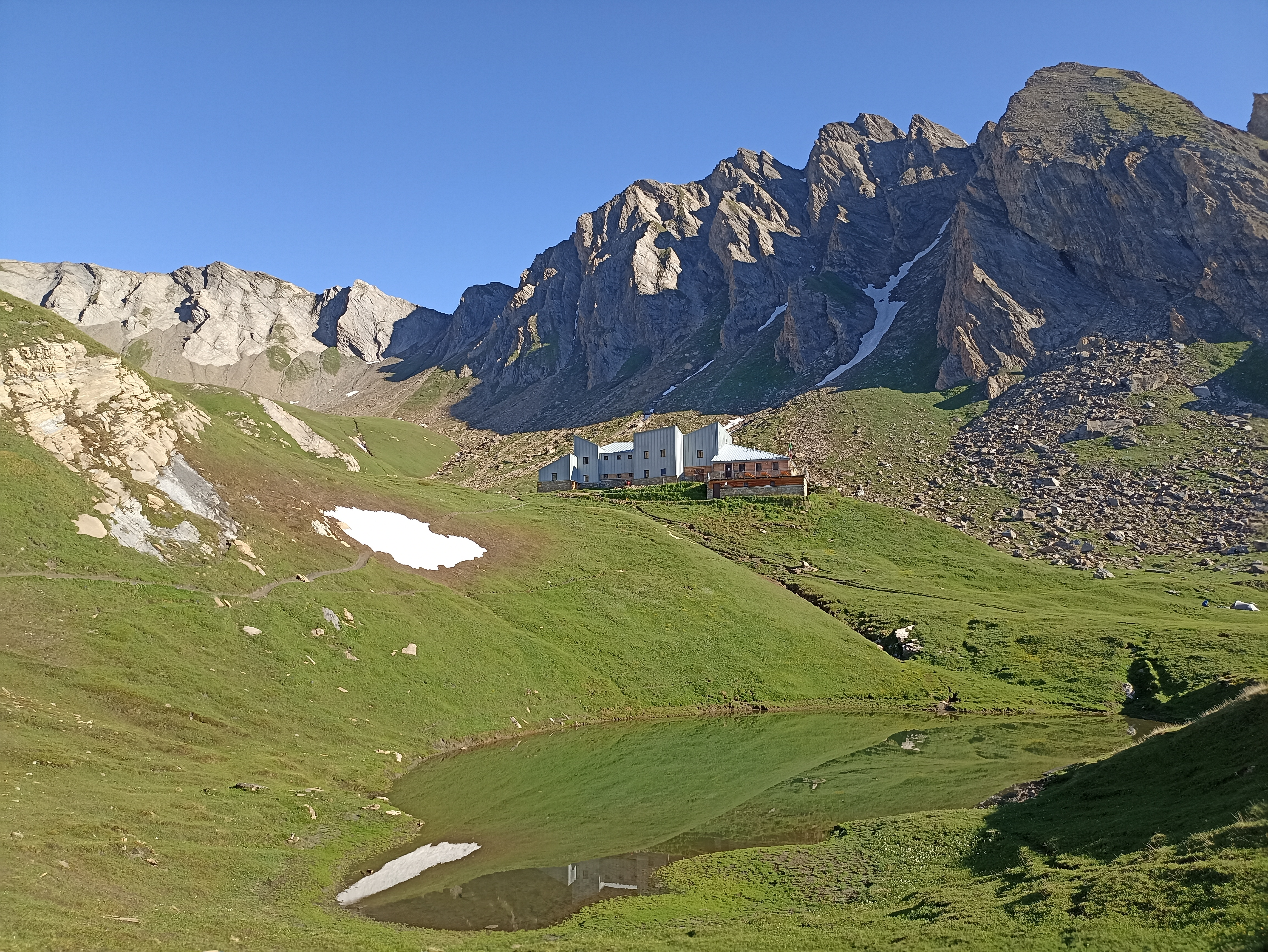
Il rifugio ed alle spalle l'Aiguille de la Belle Combe.

Si trova nella Valle del Gran San Bernardo sopra l'abitato di Saint-Rhémy-en-Bosses. È dedicato a Pier Giorgio Frassati.

## Accesso
L'accesso principale parte da Saint-Rhémy-en-Bosses e percorre un tratto dell'Alta via della Valle d'Aosta n. 1.

## Escursioni ed ascensioni
- Col de Malatra - 2.925 m
- Col des Ceingles - 2.818 m

## Traversate
- Colle del Gran San Bernardo - 2.473 m
- Rifugio Giorgio Bertone - 1.979 m - attraverso il col de Malatra
- Rifugio Walter Bonatti - 2.025 m - attraverso il col de Malatra